# 作业场所安全使用化学品公约
《作业场所安全使用化学品公约》（英語：Chemicals Convention）是1990年6月25日第七十七国际劳工大会通过的一项公约，又称1990年化学品公约，是国际劳工组织第170号公约(C170)。公约于1993年11月4日生效。

## 内容
公约第二部分（总则）规定缔约国应依照三方架构协商，制定和实施一项有关作业场所安全使用化学品的政策，并进行定期检查。
公约第三部分规定应以按照其对健康的危害方式和程度，对所有化学品进行分析和分类。该部分还规定了对化学品的相关措施，包括标签和标识、安全使用说明书等。
公约还列明了有关作业场所安全使用化学品之雇主的责任、工人的义务、工人及其代表的权利、出口国的责任等。

## 批准情形
截至目前，已有22个国家批准该公约。中国于1995年1月1日交存加入书，公约于1996年1月1日对中国生效。